# 國際世界運動總會
國際世界運動總會（英語：International World Games Association，IWGA），簡稱世運總會，是一個非政府、非營利和永久性的國際體育組織，成立於1981年，為世界運動會的主管機構。它的主要任務在於推廣「非奧運」運動項目，是國際單項運動總會聯合會（GAISF）的成員之一。同為世界大型運動會的推動機構，世運總會與國際奧林匹克委員會（IOC）互相承認，並簽訂合作備忘錄。
世運總會成立之初僅有12種運動組織參與，包括羽球、棒球、健美、保齡球、甩竿、壘球、空手道、健力、滑輪溜冰、跆拳道、拔河、滑水等國際運動組織。經過多年的發展後，雖然其中部分運動已因加入奧運會而退出，整體仍呈現快速成長的狀態，目前已有32個國際單項運動組織加盟成為會員，其總部設在美國科羅拉多州的科羅拉多泉。

## 比賽項目（會員組織）
| - 合氣道（國際合氣道總會） - 跳傘運動（國際飛行運動總會） - 原野射箭（國際射箭總會） - 撞球（國際撞球運動聯合會） - 健美（國際健美總會） - 滾球（世界滾球運動總會） - 保齡球（國際保齡球總會） - 輕艇水球（國際輕艇總會） - 拋竿（國際拋竿聯合會） - 攀岩（國際運動攀登總會） - 運動舞蹈（國際運動舞蹈總會） - 浮士德球（國際浮士德球總會） - 飛盤（國際飛盤聯合會） - 特技體操、有氧體操、韻律體操、彈翻床（國際體操聯合會） - 沙灘手球（國際手球總會） - 室內曲棍球（國際曲棍球總會） |  | - 柔術（國際柔術聯合會） - 空手道（世界空手道聯盟） - 合球（國際合球聯合會） - 水上救生（國際水上救生總會） - 籃網球（國際籃網球總會） - 定向運動（國際定向運動總會） - 健力（國際健力聯合會） - 短柄牆球（國際短柄牆球總會） - 花式溜冰、競速溜冰、直排輪曲棍球、滑輪曲棍球（國際滾軸溜冰聯合會） - 七人制橄欖球（國際橄欖球總會） - 壁球（國際壁球總會） - 相撲（國際相撲總會） - 衝浪（國際衝浪協會） - 拔河（國際拔河運動總會） - 蹼泳（國際水中運動聯合會） - 滑水（國際滑水總會） |

## 外部連結
- （英文） 國際世界運動會協會 （页面存档备份，存于）